# Bảo tàng Quảng Ninh
Bảo tàng Quảng Ninh là bảo tàng công lập đầu ngành của tỉnh Quảng Ninh. Bảo tàng Quảng Ninh là đơn vị sự nghiệp trực thuộc Sở Văn hóa và Thể thao tỉnh Quảng Ninh; thực hiện chức năng sưu tầm, bảo quản, nghiên cứu, trưng bày, giới thiệu di sản văn hóa, bằng chứng vật chất về lịch sử, văn hóa, thiên nhiên, con người Quảng Ninh và Việt Nam. Năm 2018, Ban Quản lý di tích và Danh thắng tỉnh Quảng Ninh được sát nhập vào Bảo tàng Quảng Ninh vì thế Bào tàng kiêm thêm nhiệm vụ hướng dẫn và tổ chức các hoạt động bảo vệ, phát huy giá trị di sản văn hóa trên địa bàn tỉnh.
Tòa nhà mới của Bảo tàng Quảng Ninh khánh thành vào tháng 10 năm 2013 được nhận giải kiến trúc Ashui Awards, hạng mục Công trình của năm 2013 do Hội Quy hoạch phát triển Đô thị Việt Nam trao thưởng. Bảo tàng Quảng Ninh trở thành một điểm tham quan thu hút hàng trăm nghìn lượt khách du lịch mỗi năm và là một trong ba bảo tàng trên cả nước tự chủ hoàn toàn nguồn tài chính chi thường xuyên.

## Lịch sử
Bảo tàng Quảng Ninh được thành lập năm 1960. Tên gọi khi thành lập là Bảo tàng lịch sử và cách mạng khu Hồng Quảng, đặt tại số nhà 5B Cầu Cao, thị xã Hòn Gai, khu Hồng Quảng. Năm 1963, khu Hồng Quảng hợp nhất với tỉnh Hải Ninh thành tỉnh Quảng Ninh theo Nghị quyết của Quốc hội khóa II. Năm 1964, Bảo tàng tỉnh đổi tên thành Bảo tàng Quảng Ninh.
Trong hai cuộc Chiến tranh phá hoại miền Bắc của không quân Hoa Kỳ, toàn bộ hiện vật và tư liệu của bảo tàng được đưa đi sơ tán và bảo vệ an toàn. Tuy nhiên tòa nhà số 5B Cầu Cao đã bị bom phá hủy hoàn toàn. Năm 1990, UBND tỉnh Quảng Ninh quyết định lấy trụ sở Công ty Xuất nhập khẩu Quảng Ninh để làm Bảo tàng Quảng Ninh, tại số 165, đường Nguyễn Văn Cừ (quốc lộ 18A), thị xã Hồng Gai nay là thành phố Hạ Long.
Ngày 9 tháng 7 năm 2010, Ủy ban nhân dân tỉnh Quảng Ninh phê duyệt Quyết định số 2081/QĐ-UBND Quy hoạch chi tiết xây dựng tỷ lệ 1/500 Khu văn hóa, thể thao và khu đô thị mới tại phường Hồng Hải, thành phố Hạ Long. Khu văn hóa thể thao Cột 3 bao gồm ba công trình chính được xây mới là Thư viện tỉnh, Bảo tàng tỉnh, Trung tâm tổ chức hội chợ và triển lãm tỉnh Quảng Ninh.
Tháng 5 năm 2012, Dự án đầu tư xây dựng công trình Bảo tàng - Thư viện tỉnh được UBND tỉnh phê duyệt. Công trình được khởi công vào tháng 8 năm 2012. Bảo tàng Quảng Ninh được thành lập lại theo Quyết định số 838/QĐ-SVHTTDL, ngày 26 tháng 6 năm 2013 của Sở Văn hóa, thể thao và du lịch tỉnh Quảng Ninh.
Ngày 13 tháng 10 năm 2013, cụm công trình Bảo tàng - Thư viện Tỉnh Quảng Ninh gồm 3 khối nhà Bảo tàng - Thư viện - Hội thảo được khánh thành nhân dịp kỉ niệm 50 năm thành lập tỉnh Quảng Ninh.
Ngày 7 tháng 12 năm 2021, Bảo tàng Quảng Ninh được thăng từ hạng II lên hạng I trong hệ thống Bảo tàng Việt Nam.

## Kiến trúc và hệ thống trưng bày
Tòa nhà mới của Bảo tàng Quảng Ninh là một công trình kiến trúc hiện đại do kiến trúc sư Salvador Pérez Arroyo thiết kế liên danh với Viện Quy hoạch đô thị và nông thôn quốc gia. Kiến trúc sư Salvador Pérez Arroyo còn có nhiều công trình kiến trúc lớn khác thiết kế tại tỉnh Quảng Ninh như Cung Quy hoạch triển lãm và hội chợ tỉnh, Tháp đồng hồ Hạ Long, Công viên hoa Hạ Long, Cổng tỉnh Quảng Ninh.
Năm 2014, Cụm công trình Bảo tàng - Thư viện tỉnh Quảng Ninh được nhận giải kiến trúc Ashui Awards, hạng mục Công trình của năm 2013 do Hội Quy hoạch phát triển Đô thị Việt Nam trao thưởng. Năm 2015, Công trình nhận giải thưởng Kiến trúc quốc gia 2014, hạng mục Công trình thể thao - văn hóa do Hội kiến trúc sư Việt Nam trao tặng.

### Ngoại thất

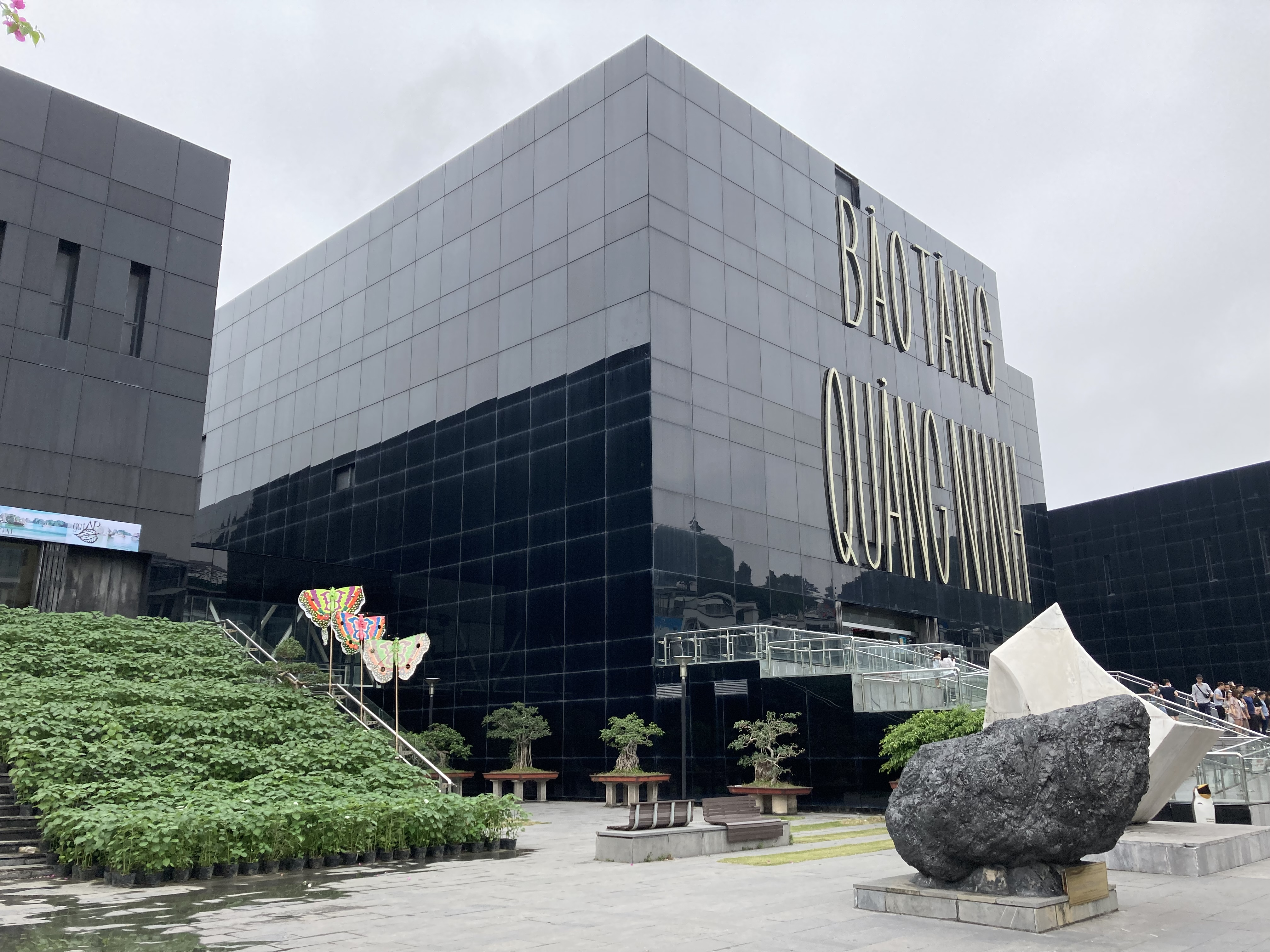
Mặt tiền Bảo tàng với hiện vật ngoài trời gồm than đá nguyên khối, tác phẩm điêu khắc đá và cây cảnh

Tòa nhà Bảo tàng Quảng Ninh là một khối hình hộp lớn, ngoại thất bao bọc bởi lớp kính cường lực màu đen được kiến trúc sư lấy cảm hứng từ than đá, một sản phẩm công nghiệp chủ đạo của tỉnh Quảng Ninh. Bảo tàng là một trong 3 khối nhà thuộc Cụm công trình, hai khối nhà còn lại là Nhà thư viện và Nhà hội thảo trưng bày. Các khối đều gồm 3 tầng và một tầng trệt, được kết nối với nhau bằng hệ thống hành lang trên cao. Lối vào chính ở tầng 1 với một hệ thống bậc thang dài và rộng kết nối từ mặt đường, có đường lên cho người khuyết tật. Bảo tàng có 6 thang máy đứng, 2 thang cuốn, 2 thang thủy lực dành cho người khuyết tật.
Phần vỏ tòa nhà được phủ kín hoàn toàn bởi 14.000 m² kính bán cường lực màu đen có khả năng chống tự vỡ do biến đổi nhiệt. Mục đích của phần vỏ là tạo thành tấm gương khổng lồ phản chiếu bầu trời và di sản Vịnh Hạ Long nằm liền sát.
Khu vực trưng bày ngoài trời của bảo tàng có các hiện vật thể khối lớn. Nổi bật là các tảng than antraxit lớn trong đó có một hòn than nguyên khối lớn nhất Việt Nam kích thước 3,6m x 2,8m x 2,2m, thể tích là 22m3 và trọng lượng 28 tấn được phát hiện ở độ sâu -176m so với mặt nước biển vào đầu tháng 4 năm 2012. Các tác phẩm điêu khắc có điêu khắc đá khối lớn và tượng công nhân mỏ. Ngoài ra còn các vũ khí cỡ lớn như bệ phóng tên lửa, pháo cao xạ, súng thần công, pháo cổ,, tên lửa, máy bay.

### Nội thất

#### Tầng 1

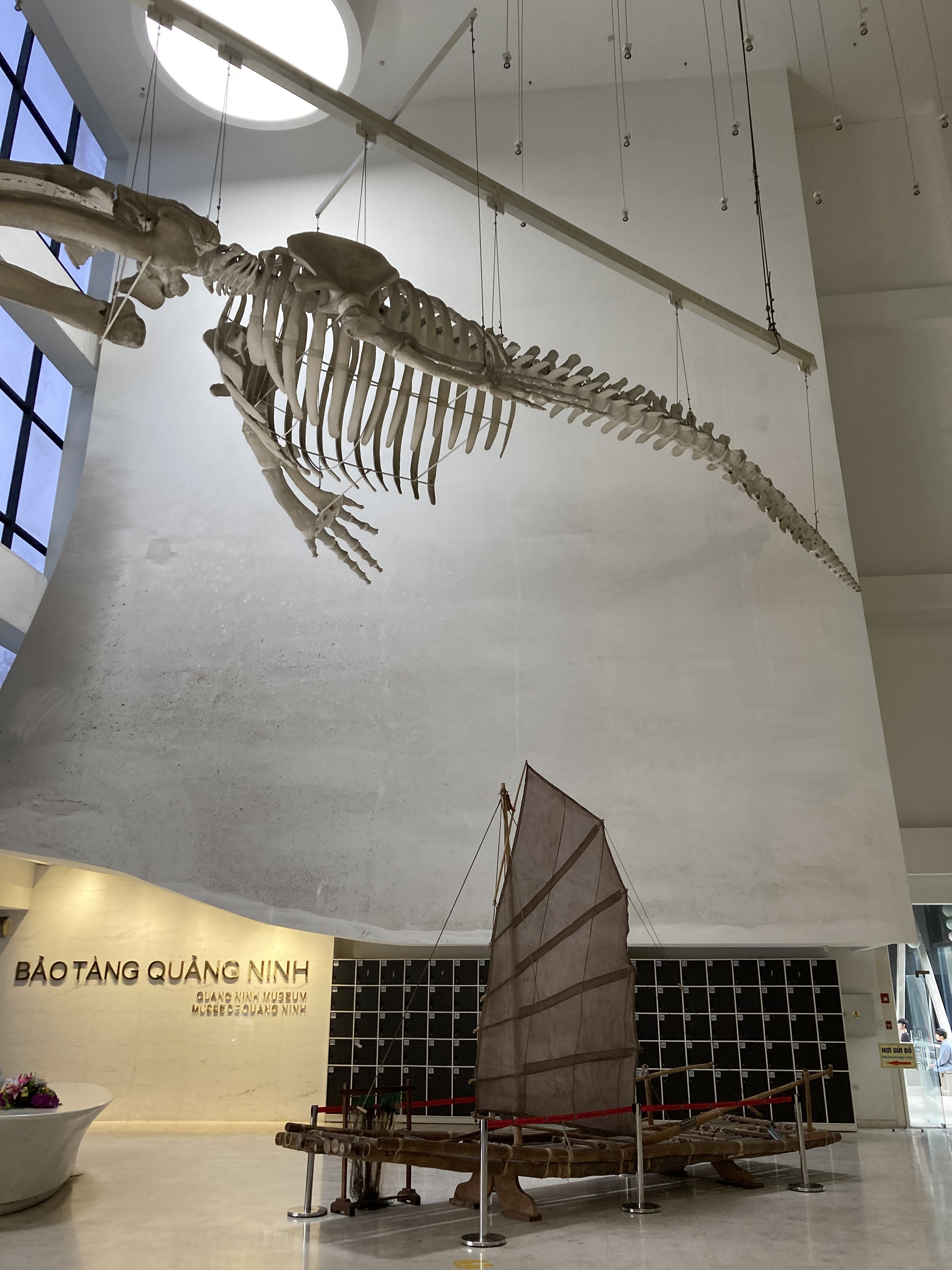
Tiền sảnh tầng 1 với bộ xương cá voi và bè Trà Cổ đặc trưng của ngư dân địa phương

Ngay vị trí tiền sảnh khi bước vào Bảo tàng là bộ xương cá voi nguyên vẹn kích thước rất lớn treo trên trần nhà cao và mô hình bè Trà Cổ (một dạng thuyền buồm cánh dơi vịnh Bắc Bộ). Bộ xương này là của một con cá voi chết dạt vào đảo Cán Đao, xã Ngọc Vừng, huyện Vân Đồn ngày 18 tháng 10 năm 1994. Trong nhiều năm, con cá voi được các chuyên gia bảo tàng xác định là loài cá voi vây (Balaenoptera physalus) nhưng cũng có nghiên cứu của các chuyên gia trong và ngoài nước cho rằng đây là loài cá voi xám (Eschrichtius robustus).
Con cá khi được phát hiện có trọng lượng khoảng 50 tấn, dài trên 20m, đường kính gần 3m. Ngày 19 tháng 12 năm 1994, bộ xương cá được đưa về bảo quản và lưu giữ tại Bảo tàng tỉnh Quảng Ninh. Ngày 28 tháng 01 năm 1995 (tức 28 tháng chạp năm Giáp Tuất), bộ xương được đưa ra trưng bày và trở thành một trong những cuộc triển lãm thu hút du khách đến tham quan với số lượng đông đảo nhất tại Bảo tàng cho đến thời điểm đó.
Tuy nhiên, chỉ sau một thời gian ngắn đưa ra trưng bày, xương cá bị chuyển sang màu hơi đen, có hiện tượng bị vi khuẩn, nấm mốc xâm nhập. Đây là lần đầu tiên Bảo tàng Quảng Ninh xử lý, bảo quản loại mẫu vật là xương động vật, lại là loài cá có bộ xương rất to và dài. Trong khi đó không có tài liệu hay nghiên cứu khoa học nói về công tác xử lý cũng như bảo quản xương cá voi vừa bị chết. Chính vì vậy Bảo tàng Quảng Ninh đã gặp nhiều khó khăn trong quá trình xử lý và bảo quản mẫu vật xuơng cá voi. Bảo tàng phải ngừng trưng bày, tiến hành tháo dỡ và tiếp tục bảo quản bằng hóa chất trong những năm 1998 và 2000. Từ năm 1996 đến nay, bộ xương cá voi tiếp tục được xử lý, bảo quản nhiều lần, với mức độ kỹ thuật ngày càng được nâng cao.
Tầng 1 là gian trưng bày giới thiệu về điều kiện tự nhiên và tài nguyên thiên nhiên của Quảng Ninh như khoáng sản, địa chất và đa dạng sinh học. Tầng này bố trí các cột trưng bày dạng ống núi được làm từ những chất liệu hiện đại như hệ khung thép, lan can kính cường lực và đặc biệt là lớp vải bao phủ in hình ảnh núi đá vịnh Hạ Long kết hợp với công nghệ trình chiếu ánh sáng tạo hiệu ứng nước khiến du khách có cảm giác như đang đi trong không gian vịnh Hạ Long thu nhỏ.
Không gian trưng bày về biển cả và tự nhiên của Hạ Long được trình chiếu bằng hệ thống màn hình LED lớn với những thước phim về bí mật của đại dương, tạo hóa, cộng hưởng với hệ thống máy chiếu 3D mang đến trải nghiệm như đang ở giữa lòng đại dương. Ngoài ra còn rất nhiều loại ngư cụ và dụng cụ đánh bắt thủy hải sản của người dân Quảng Ninh với các mô hình  tái hiện lại cảnh đánh bắt thủy hải sản cũng như mô hình thuyền đặc trưng của địa phương: thuyền ba vát, giề bắt cá, thuyền lẵng.

#### Tầng 2

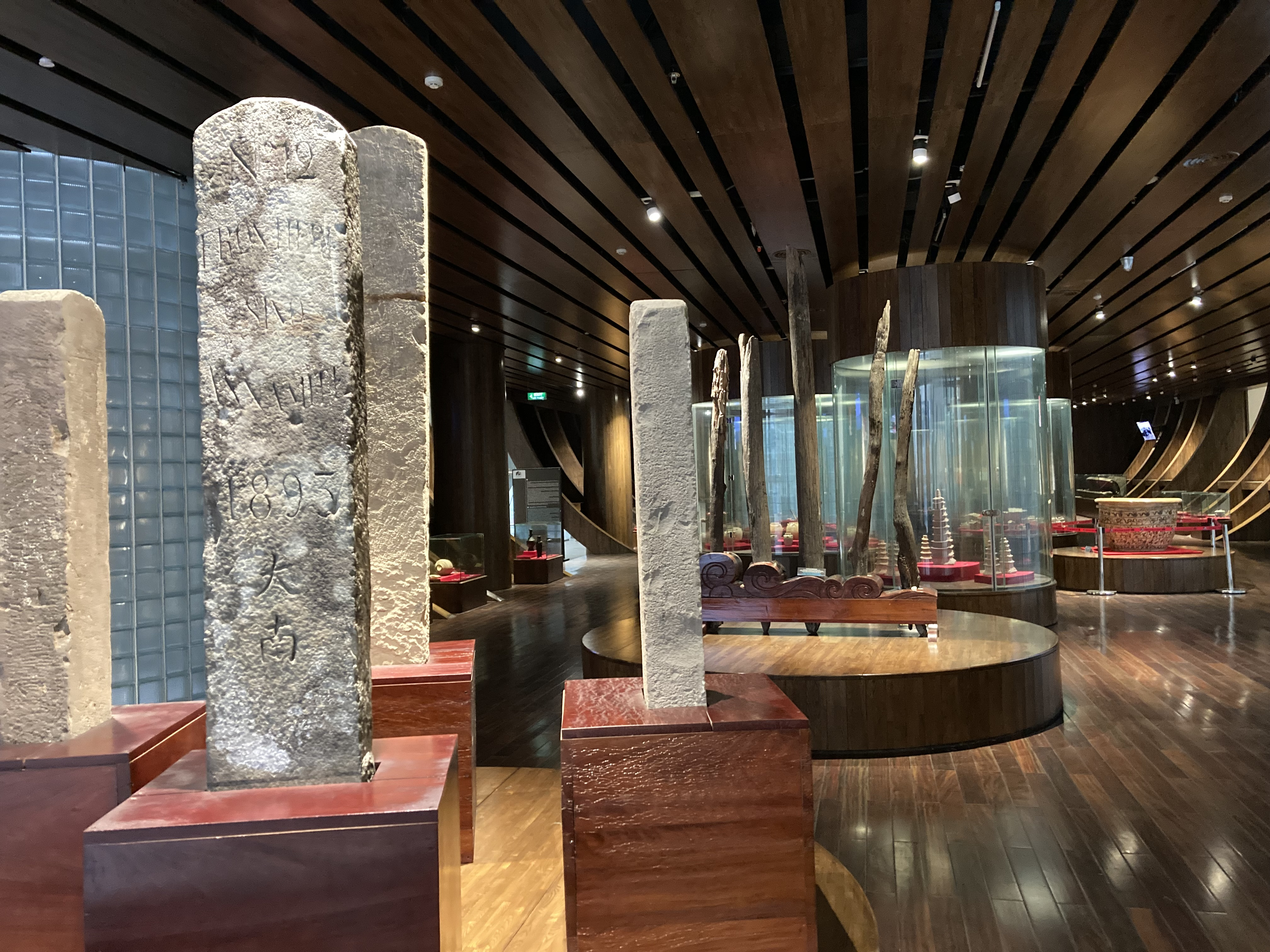
Khu trưng bày lòng thuyền ở tầng 2 với các cột mốc biên giới Việt - Trung và cọc Bạch Đằng

Tầng 2 là hệ thống trưng bày lịch sử Quảng Ninh trải dài từ thời kỳ tiền sử đến hết kháng chiến chống Mỹ. Các không gian gồm có:
1. Thời kỳ Tiền sử: Văn hóa tiền Hạ Long, Văn hóa Hạ Long
2. Thời đại Kim khí
3. Thời kỳ Sơ sử: kỷ nguyên Đại Việt
4. Khu trưng bày chuyên đề Yên Tử - Nhà Trần
5. Thời kỳ cận - hiện đại: phong kiến, cách mạng, kháng chiến

Từ thời kỳ tiền sử đến hết kỷ nguyên Đại Việt được đặt trong một không gian lớn, thông suốt, ốp gỗ với nhiều đường cong và tủ trưng bày vuông, tròn kết hợp lạ mắt tạo hình như một lòng thuyền khổng lồ.
Không gian trưng bày lịch sử Quảng Ninh trong thời kỳ chiến tranh phá hoại của Mỹ được thiết kế như khoang máy bay để gợi nhớ những trận chiến bắn rơi máy bay Mỹ. Trong hai cuộc chiến tranh phá hoại bằng không quân của Mỹ (lần thứ nhất từ 1964-1968 và lần thứ hai năm 1972), Quảng Ninh đã trải qua 4 năm, 1 tháng, 7 ngày (tròn 1500 ngày) trực tiếp đối mặt với các cuộc oanh kích của máy bay Mỹ. Quân dân Quảng Ninh đã bắn rơi 200 máy bay Mỹ, tiêu diệt và bắt sống 24 phi công Mỹ.

#### Tầng 3

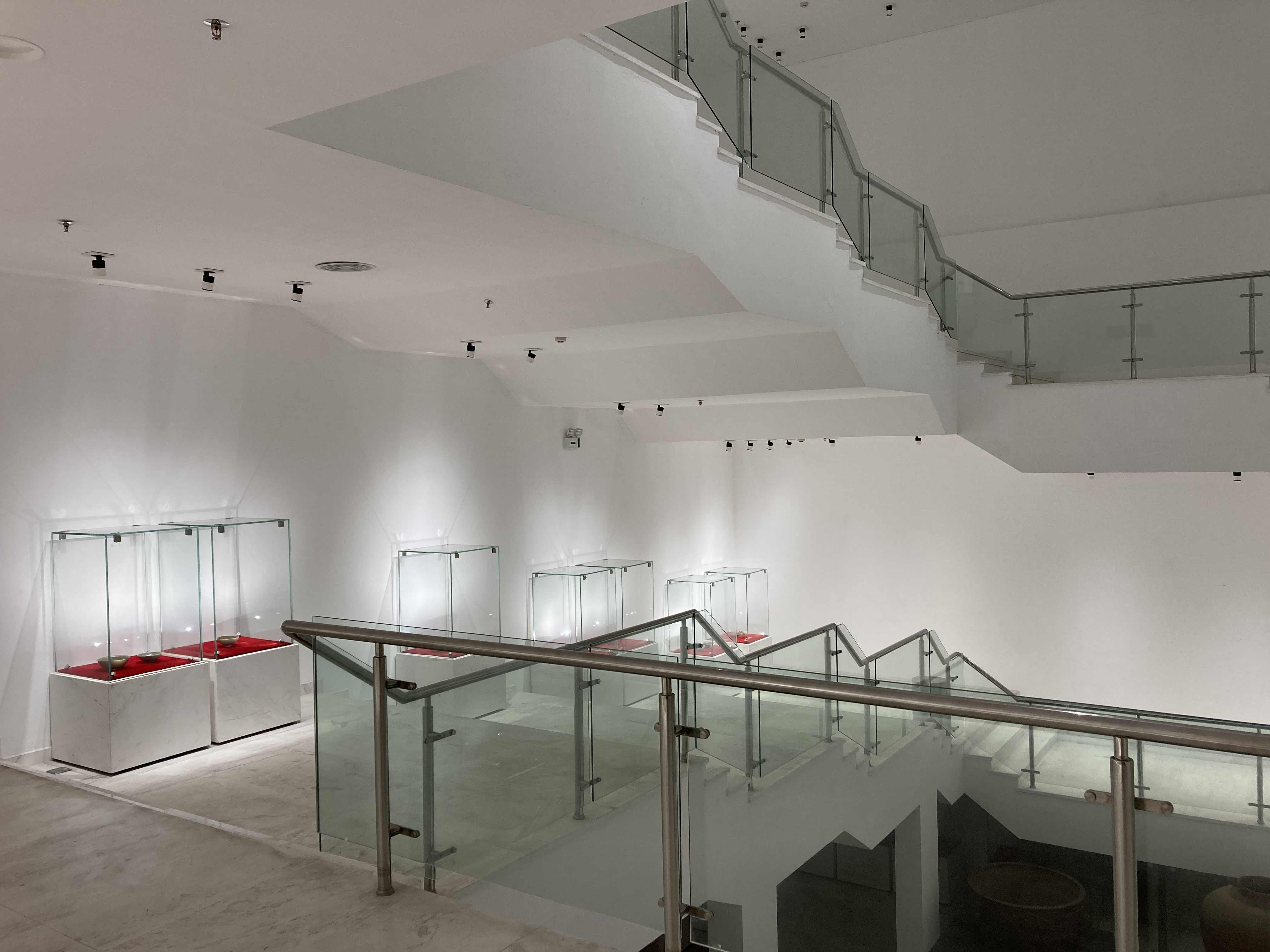
Các tủ trưng bày dọc theo cầu thang tòa nhà

Tầng 3 gồm ba không gian trưng bày chính: 
1. Lịch sử ngành than
2. Văn hóa các dân tộc tỉnh Quảng Ninh
3. Bác hồ với nhân dân các dân tộc tỉnh Quảng Ninh

Khu vực lịch sử ngành than có sa bàn khai trường khai thác than lộ thiên và mô hình phỏng dựng không gian khai thác than hầm lò. Sa bàn mô phỏng khai trường mỏ than Cọc 6 (Công ty cổ phần Than Cọc 6 - Vinacomin). Sa bàn tái hiện công nghệ khai thác mỏ lộ thiên bằng hệ thống hào mở vỉa bám vào vách vỉa than; thiết bị đào hào là máy xúc thủy lực gầu ngược kết hợp với máy xúc EKG. Qua đó có thể thấy hệ thống khai thác phổ biến của ngành Than là xuống sâu dọc một hoặc hai bờ công tác, đất đá đổ ra bãi thải ngoài. Mô hình hầm lò than được mô tả chi tiết theo tỷ lệ 1/1 với đầy đủ cột chống, xe goòng, công nhân mỏ đang làm việc. không chỉ giúp du khách trải nghiệm thực tế khi bước đi trong hầm lò, cảm nhận được sự tiến bộ trong áp dụng khoa học công nghệ của các mỏ than hiện nay, mà còn cảm nhận được sự vất vả của những phu mỏ trong thời kỳ thực dân Pháp cai trị với hình thức khai thác thô sơ, thủ công. Từ đó khách tham quan có sự so sánh giữa khai thác than xưa và nay.
Trong không gian văn hóa các dân tộc Quảng Ninh, Bảo tàng chọn 6 trong tổng số 21 dân tộc của tỉnh để trưng bày với những nét văn hóa tiêu biểu, đặc sắc. Không gian trưng bày Bác Hồ với Quảng Ninh được thiết kế trang trọng, giúp cho người xem thấy được cuộc đời, sự nghiệp của chủ tịch Hồ Chí Minh cũng như tình cảm sâu sắc của Bác dành cho nhân dân các dân tộc Quảng Ninh.

#### Khối nhà hội nghị
Khối nhà hội nghị gồm 3 tầng:

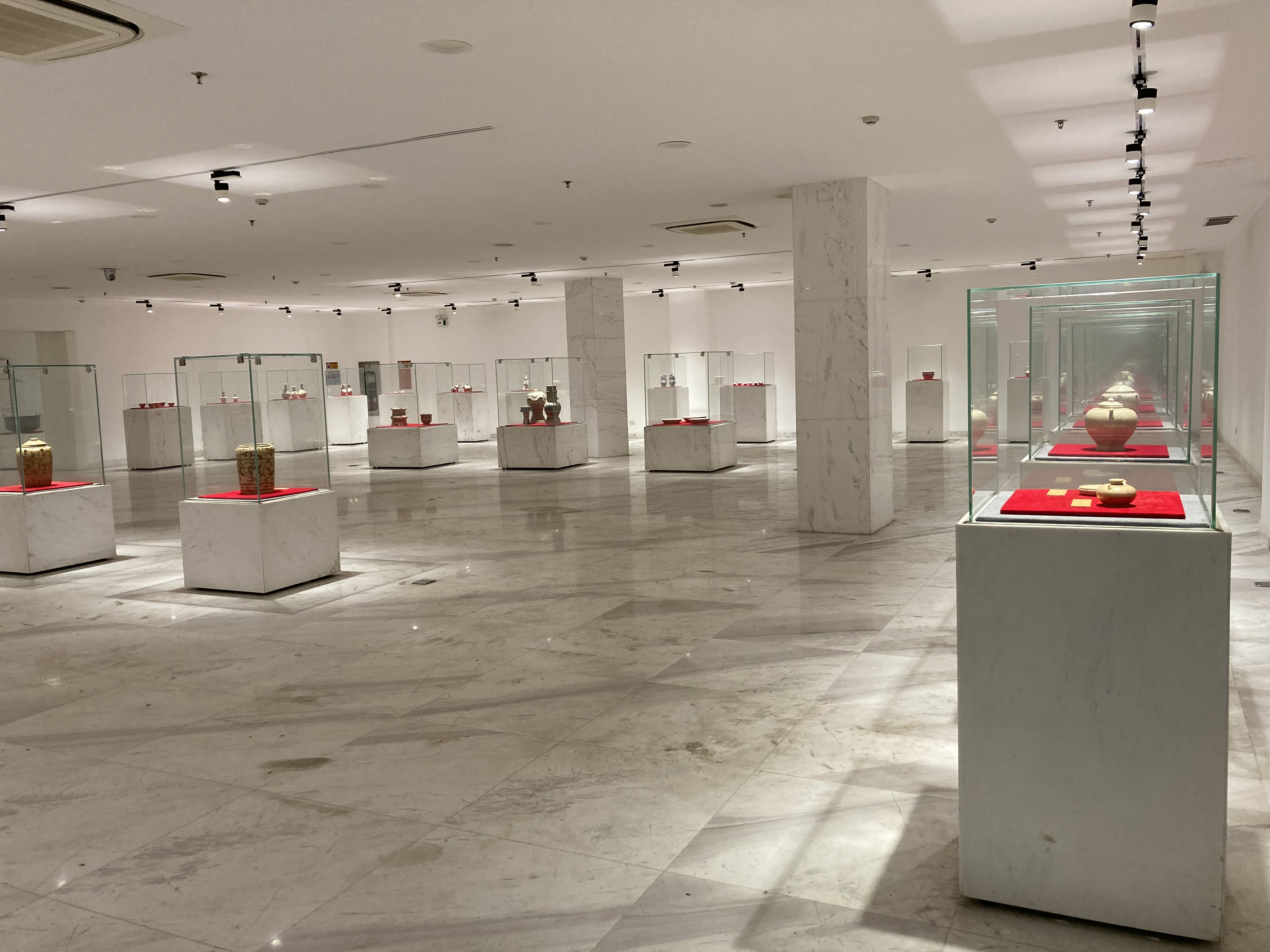
Một gian trưng bày của Phòng cổ vật

1. Tầng 1: Không gian trưng bày chuyên đề (Trưng bày không thường xuyên) và tổ chức sự kiện, hội nghị, hội thảo
2. Tầng lửng: Không gian trưng bày nhạc cụ truyền thống tiêu biểu của Việt Nam
3. Tầng 2: Phòng cổ vật

Phòng cổ vật là nơi trưng bày các cổ vật được sưu tầm tại tỉnh Quảng Ninh. Các cổ vật tại đây bao gồm cả những vật được mang tới từ quốc tế trong suốt chiều dài lịch sử giao thương cũng như đấu tranh bảo vệ tổ quốc của người Quảng Ninh. Không gian trưng bày này theo phong cách tối giản, mang đến cho người xem cảm nhận chân thực nhất về những hiện vật quý hiếm. Đặc biệt, tại không gian này, Bảo tàng Quảng Ninh đã thiết kế phòng trưng bày đặc biệt, trưng bày các hiện vật được Thủ tướng Chính phủ công nhận là Bảo vật quốc gia.

### Bảo tàng ảo
Bảo tàng Quảng Ninh đã đưa vào hoạt động ứng dụng bảo tàng ảo 3D trên website: baotangao.baotangquangninh.vn. Với công nghệ này, toàn bộ không gian thực của Bảo tàng đã được mô hình hoá trong không gian ảo 3D khiến người dùng internet có thể tham quan từ xa.. Bảo tàng ảo giới thiệu khái quát tổng quan của Bảo tàng Quảng Ninh cũng như lần lượt các không gian trưng bày với nội dung cơ bản, súc tích.
Tại không gian trưng bày Di tích Yên Tử - Nhà Trần tại Quảng Ninh, để giúp cho khách tham quan được chiêm ngưỡng khung cảnh trực tiếp tại di tích Yên Tử, Bảo tàng Quảng Ninh đã sử dụng màn hình trực tuyến được tạo bởi 30 màn hình 50 inch có cổng kết nối là 3 cáp kết nối trực tuyến với 3 điểm của di tích Yên Tử đó là: đầu ga cáp treo 1, đầu ga cáp treo 2 và khu vực Tháp Tổ. Với cách tiếp cận này đã khiến cho khách tham quan có cảm xúc đặc biệt khi được xem, nghe thuyết minh giới thiệu về giá trị lịch sử - văn hóa của di tích, cuộc đời và sự nghiệp của Trần Nhân Tông và cảm nhận được cảnh quan thực tại của di tích.

## Hiện vật tiêu biểu

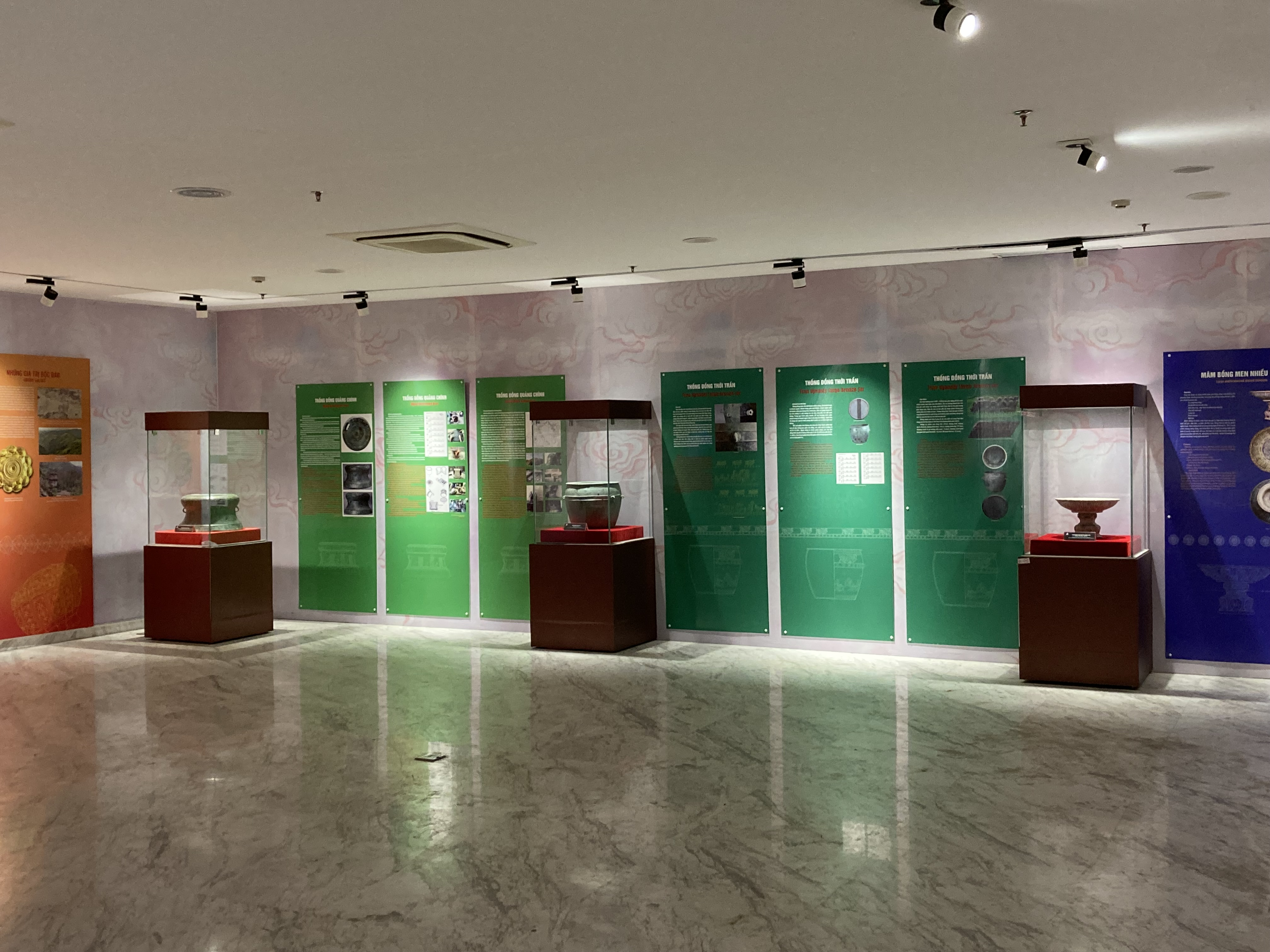
Phòng trưng bày đặc biệt các Bảo vật quốc gia

Bảo tàng Quảng Ninh có tổng số hơn 30.000 hiện vật, trong đó có 5 sưu tập hiện vật đặc trưng của tỉnh Quảng Ninh đã làm hồ sơ khoa học và 12 hiện vật được công nhận là bảo vật quốc gia. Tính đến năm 2022, Bảo tàng Quảng Ninh là một trong những đơn vị sở hữu nhiều bảo vật quốc gia nhất Việt Nam cùng với Bảo tàng Lịch sử Thành phố Hồ Chí Minh (12 hiện vật), chỉ xếp sau Bảo tàng Lịch sử quốc gia (22 hiện vật). Các bảo vật quốc gia được bảo quản riêng biệt trong một phòng trưng bày mới khai trương tháng 4 năm 2019.
Bảo tàng Quảng Ninh tuy có thuận lợi là được đầu tư mới, chế độ bảo quản chung tốt nhưng để đáp ứng tiêu chuẩn bảo quản đặc biệt cho Bảo vật quốc gia thì cũng chưa đủ. 8 chiếc tủ trưng bày bảo vật quốc gia hiện chỉ có 1 chiếc duy nhất là đủ điều kiện bảo quản, xét theo tiêu chí trước tiên là sự an toàn cho hiện vật.
Các bảo vật quốc gia tại Bảo tàng Quảng Ninh gồm:
| Số | Tên bảo vật                   | Niên đại - nền văn hóa                           | Số | Tên bảo vật                | Niên đại - nền văn hóa      |
| -- | ----------------------------- | ------------------------------------------------ | -- | -------------------------- | --------------------------- |
| 1  | Bình gốm đầu rằm              | Văn hóa Phùng Nguyên muộn cách nay 3000-4000 năm | 2  | Hộp vàng Ngọa Vân - Yên Tử | Thời Trần thế kỉ XIV        |
| 3  | Trống đồng Quảng Chính        | Văn hóa Đông Sơn khoảng thế kỷ III - II TCN      | 4  | Thống đồng thời Trần       | Thời Trần thế kỷ XIII - XIV |
| 5  | Mâm bồng gốm men vẽ nhiều màu | Thời Lê sơ thế kỷ XV                             | 6  | Bình gốm hoa nâu Kinnari   | Thời Lý Thế kỷ XI - XII     |
| 7  | Bình gốm hoa sen              | Thời Lý Thế kỷ XI - XII                          | 8  | Thạp gốm hoa nâu           | Thời Lý Thế kỷ XI - XII     |
| 9  | Thạp đồng văn hóa Đông Sơn    | Văn hóa Đông Sơn khoảng thế kỷ III - II TCN      | 10 | Thống gốm hoa nâu An Sinh  | Thời Trần thế kỷ XIII       |
| 11 | Thạp gốm hoa nâu thời Trần    | Thời Trần thế kỷ XIII - XIV                      | 12 | Bình gốm men vẽ nhiều màu  | Thời Lê sơ thế kỷ XV        |

### Bình gốm Đầu Rằm
Bình gốm Đầu Rằm (trước đây gọi là Bình gốm Hoàng Tân) được đoàn cán bộ Viện Khảo cổ học (thuộc Viện Hàn lâm Khoa học xã hội Việt Nam) phát hiện năm 1998 tại di tích khảo cổ học Đầu Rằm thuộc xã Hoàng Tân, Quảng Yên.
Bình gốm Đầu Rằm được làm bằng đất sét, nung ở nhiệt độ khoảng 700-800°C, thuộc loại gốm chắc. Xương gốm màu xám đen và được làm từ đất sét pha vụn vỏ nhuyễn thể. Áo gốm màu đỏ sẫm, làm bằng đất sét mịn pha bột thổ hoàng. Thân tròn chia thành bốn mặt, chân đế vuông rất độc đáo. Kỹ thuật chế tác xương gốm và áo gốm của cư dân Đầu Rằm tương tự kỹ thuật cư dân văn hóa Hạ Long.
Các nhà nghiên cứu đều nhận định bình gốm Đầu Rằm thuộc giai đoạn muộn của văn hóa Phùng Nguyên. Kết quả phân tích bằng phương pháp nhiệt huỳnh quang cung cấp niên đại tuyệt đối khoảng 3100 năm cách ngày nay. Từ giai đoạn sau Phùng Nguyên, khi đồ đồng dần phát triển, sự tài khéo và cảm nhận thẩm mỹ của người Việt đã dần chuyển sang đồ đồng. Do vậy, những tác phẩm tuyệt mỹ như bình gốm Đầu Rằm hay bát bồng và thố Phùng Nguyên đều không được sản xuất nữa.
Bình gốm Đầu Rằm là hiện vật gốc độc bản được tìm thấy trong số hàng trăm di tích thời đại tiền sơ sử ở miền Bắc Việt Nam. Nghệ thuật gốm Phùng Nguyên luôn được đề cao như là một đỉnh cao kỹ - mỹ nghệ trong kho tàng gốm Việt Nam thời tiền sơ sử. Tuy nhiên, cho đến nay, bình gốm Đầu Rằm vẫn là hiện vật gốm có hình dáng chiếc gùi tre duy nhất của thời đại đồ đồng sơ kỳ được phát hiện trong khảo cổ học.
Bình được nung ngoài trời, không có lò cố định, nên nhiệt độ không đều (là cách nung phổ biến trong thời Tiền - Sơ sử Việt Nam) tạo nên những mảng màu khác nhau. Toàn bộ thân bình có màu đỏ sẫm, 2/5 thân bình có màu trắng xám (do lộ trên mặt đất và bị vôi hóa do nước trong hang đá vôi). Dọc thân bình có bốn đường gờ nổi đắp thêm chạy dài từ phần vai đến hết phần chân đế, chia thân bình và chân đế thành bốn mặt. Quanh miệng bình là những đường chỉ dài được khắc chìm, miết láng trở thành đường viền bao và tạo ra một hình vành khuyên để trang trí các họa tiết hoa văn hình chiếc lá trên phần vai gần miệng bình. Mô típ hoa văn chữ S ngược được trang trí kín cả bốn mặt của phần thân bình và phần chân đế.
Các đồ án hoa văn hình chữ S trên bình gốm Đầu Rằm mang tính đặc trưng, điển hình cho hoa văn trang trí trên đồ gốm thuộc văn hóa Phùng Nguyên. Điều này minh chứng cho mối quan hệ chặt chẽ giữa cư dân ở Đầu Rằm, thuộc văn hóa Tràng Kênh vùng ven biển Đông Bắc với cư dân thuộc Văn hóa Phùng Nguyên vùng trung du và châu thổ Bắc Bộ. Kỹ thuật đối xứng trên hoa văn đã chứng minh rằng cư dân nơi đây thời đại đồ đồng sơ kỳ đã biết và vận dụng thành thạo tư duy đối xứng trong trang trí hoa văn gốm, chứ không chỉ dừng lại ở mức độ kinh nghiệm sản xuất. Sự lặp lại nhiều lần của một họa tiết hoa văn hình chiếc lá theo vành tròn đồng tâm trên vai bình dường như là sự phản ánh nhận thức của con người về những chu kỳ luân chuyển mùa trong năm, sự thay đổi ngày và đêm, nóng và lạnh, trăng khuyết trăng tròn, sự đâm chồi, sinh trưởng, đơm hoa kết quả của cây trái.
Phần miệng bình bị vỡ, trên thân bình có một lỗ nhỏ (khoảng 3cm) gần vai, khả năng đây là lỗ của vòi bình đã bị vỡ. Những dấu ấn sứt mẻ trên miệng, vòi và chân đế bình gốm Đầu Rằm còn cho thấy quan niệm tâm linh của cư dân cổ vùng biển đảo Đông Bắc Việt Nam. Dường như, người Đầu Rằm đã có nghi thức “sát hại đồ vật” khi chôn cất đồ tùy táng theo người chết trong tang lễ.

### Hộp vàng Ngọa Vân - Yên Tử
Chiều 21 tháng 6 năm 2012, máy xúc thi công mở rộng đường từ thôn Trại Lốc lên di tích chùa Ngọa Vân trên dãy núi Yên Tử, đã đào lộ ra một chiếc hộp kim loại màu vàng từ sườn một quả đồi thấp tại địa phận xã An Sinh, huyện Đông Triều, tỉnh Quảng Ninh. Nhà sư Thích Quảng Hiền, trụ trì chùa Trung Tiết đã tình cờ đi ngang qua và phát hiện ra chiếc hộp.
Hộp vàng Ngọa Vân - Yên Tử (còn được gọi là Hộp vàng hình hoa sen) được chế tác hoàn toàn bằng vàng ta, có trọng lượng tương đương khoảng 15,04 chỉ vàng, có dáng hình cầu, thân tạo múi dáng 11 cánh sen mềm mại, giống như bông sen đang độ khai mãn. Hộp còn nguyên cả nắp.
Nắp hộp được tạo tác vô cùng công phu, với 4 lớp cánh xếp thành vòng tròn  đồng tâm, là hình ảnh của một đài sen. Ngoài cùng có tới 11 cánh, lớp cánh thứ hai có 33 cánh, lớp thứ 3 có 28 cánh và lớp trong cùng có 15 cánh. Giữa nắp là một đài sen được tạo tác rất công phu với 4 lớp, diềm cánh xếp vòng tròn đồng tâm. Chính giữa tâm nắp hộp là núm nắp được tạo tác như đài sen nhỏ và xen kẽ giữa các lớp cánh sen là đường chỉ nổi và diềm văn chấm tròn như nhụy hoa.
Hộp được chế tác bằng kỹ thuật gò trên khuôn và tạo hoa văn bằng kỹ thuật khắc, gò bằng tay - loại kỹ thuật luôn cho ra những sản phẩm độc bản. Các họa tiết hoa văn, nhất là nền gấm văn mây làm nền họa tiết hoa chanh là họa tiết chính, cho thấy trình độ và kỹ thuật hết sức điêu luyện của nghệ nhân. Các đường nét và họa tiết hoa văn nhỏ, với nét khắc sắc nét, khỏe khoắn trên thành hộp rất mảnh cho thấy, một nghệ nhân bình thường không thể tạo nên sản phẩm đặc biệt sắc sảo như vậy, mà hẳn phải là một nghệ nhân cao cấp trong các xưởng thợ do triều đình thành lập. Theo các nhà khoa học của Trung tâm nghiên cứu kinh thành - đơn vị được mời giám định chiếc hộp, bảo vật chắc chắn có niên đại từ thời Trần, khoảng thế kỷ 14.
Các nhà nghiên cứu đều thống nhất cho rằng, đây là cốc Át già, một trong 6 vật khí quan trọng sử dụng trong nghi lễ của Phật giáo Mật tông.
Hộp vàng Ngọa Vân là di vật vô cùng quý giá không chỉ bởi được làm bằng vàng mà hình dáng, hoa văn cũng được tạo tác rất hoàn hảo, mang tính nghệ thuật cao, thể hiện tính đẳng cấp của loại hình đồ vật quý của tầng lớp cao trong xã hội thời Trần. Đây là di vật bằng vàng thời Trần duy nhất hiện còn, có hình dáng độc đáo, hoa văn trang trí tinh xảo, bố cục chặt chẽ, phản ánh tư tưởng và giá trị thẩm mỹ của triều đại.
Năm 2021, hộp vàng Ngọa Vân - Yên Tử được in hình lên tem bưu chính Việt Nam trong bộ tem Bảo vật Quốc gia Việt Nam: Đồ vàng do Công ty Tem Việt Nam phát hành.

### Trống đồng Quảng Chính
Năm 1981, ông Đinh Khắc Lân, xã viên Hợp tác xã Quảng Lễ, xã Quảng Chính, huyện Quảng Hà (nay là Hải Hà) trong khi đào đất ở mỏm đồi sau nhà để sang cát cho mẹ, đào sâu xuống hơn 1m đã phát hiện một chiếc trống đồng đặt úp nên đã đưa về lưu giữ trong nhà. Phải đến đầu năm 1983, tình cờ, các cán bộ xã, huyện nắm được thông tin nên đã đến vận động gia đình ông Lân giao trống đồng cho chính quyền. Huyện đã tổ chức trưng bày tại một số hội nghị để cán bộ, nhân dân chiêm ngưỡng trước khi chuyển về Bảo tàng tỉnh Quảng Ninh trưng bày. Trong một thời gian dài, trống Quảng Chính là chiếc trống đồng duy nhất đào được tại tỉnh Quảng Ninh và vùng biên giới phía Đông Bắc. Cho đến năm 2022, người ta mới đào được chiếc trống đồng thứ hai tại Quảng Ninh ở thôn Lưỡng Kỳ, xã Thống Nhất, thành phố Hạ Long.
Trống đồng Quảng Chính (được đặt tên theo địa danh đã phát hiện ra trống) được Viện Khảo cổ học Việt Nam xếp thuộc trống Heger I - hay còn gọi trống đồng Đông Sơn có niên đại 2500 - 2000 năm cách ngày nay - là loại trống đẹp nhất trong 4 loại trống đồng. Trống Quảng Chính được các nhà khảo cổ học định niên đại vào khoảng thế kỷ III trước Công nguyên.
Trống có dáng thấp, rìa mặt chưa chờm ra khỏi tang, tang nở, lưng hình chóp cụt, chân choãi. Đường kính mặt 39,5cm, chiều cao 30cm, đường kính chân 54cm, nặng 12,7kg. Trống có 2 đôi quai kép trang trí hoa văn thừng. Giữa mặt trống được trang trí hình ngôi sao nổi có 16 cánh nhọn. Quanh ngôi sao còn có các vành hoa văn 4 con chim dang cánh bay theo chiều kim đồng hồ, cánh chim xòe rộng, đuôi hình tam giác, mỏ dài. Làm nền cho vành hoa văn chim bay là các hoa văn hình học như hoa văn răng cưa.
Tang trống có băng hoa văn hình thuyền. Hình ảnh 4 chiếc thuyền nối đuôi nhau, mũi và đuôi thuyền cong vút. Trên mỗi thuyền có 4 người đang ngồi, tay cầm mái chèo. Trong đó 3 người cởi trần ngồi chèo, 1 người mặc áo, nếp áo tới ngang lưng đứng cầm chèo để lái. Tóc của 4 người đều buộc túm ngang vai. Hình ảnh thuyền và người như cho thấy đây là ngày hội đua thuyền đông vui và sôi nổi. Lưng trống có vành hoa văn trang trí 12 hình chim đứng. Các con chim trong tư thế sinh động nằm trong các khuôn hoa văn hình chữ nhật. Chiếc trống Quảng Chính khá giống với các trống Đông Sơn khác như trống Đồi Ro (Hòa Bình) và trống Làng Vạc I (Nghệ An).
Về kỹ thuật đúc, theo các nhà khảo cổ học, trống đồng Quảng Chính được đúc bằng khuôn hai mang bởi hợp kim đồng, thiếc và arsenic. Khi đúc trống, để giữ cho trống khỏi xê dịch, những nghệ nhân đúc trống phải sử dụng các con kê. Dấu vết của các con kê này vẫn còn lại trên mặt tang và thân trống. Vị trí các con kê đều được tính toán để nó không chạm vào các chi tiết hoa văn.
Trống đồng Quảng Chính là hiện vật gốc độc bản, mang phong cách của trống Đông Sơn, nhưng cũng có sự khác biệt. Họa tiết hình chim trên trống này cũng rất độc đáo, lại bay cùng chiều kim đồng hồ được thể hiện bằng các đường cong mềm mại với hình dáng cổ, mỏ, hình chim được thể hiện theo phong cách tả thực, trong khi trên các trống Đông Sơn chim lại bay ngược chiều kim đồng hồ với đuôi hình tam giác dài, thân dài, cánh hơi ngắn, cổ và mỏ dài. Hoa văn hình người chèo thuyền là mô típ phổ biến trên trống đồng Đông Sơn, nhưng hình người trên trống Quảng Chính lại thể hiện khá đơn giản. Hoa văn hình chim đứng trên trống Quảng Chính cũng khá đặc biệt, là độc nhất vô nhị mà ta biết được cho đến nay. Thành phần hợp kim không có chì cũng là một điểm khác biệt.
Không chỉ là chiếc trống đồng được trang trí hoa văn đẹp, trống Quảng Chính còn cho biết lịch sử mảnh đất và con người Quảng Ninh từ cách đây hơn 2.000 năm. Trống không phải là hiện vật trôi dạt theo sông, suối từ phương Bắc sang đến vùng này, mà trống được chôn trên đồi cao một cách có chủ ý. Có hai khả năng trống được chôn: Một là trống được chôn theo người chết với chức năng là đồ tùy táng, chia của cho người chết; hai là trống được chôn trong quãng thời gian người xưa không sử dụng. Thư tịch và tài liệu dân tộc học cho thấy nhiều tộc người coi trống như vật thiêng, chỉ khi nào lễ hội, năm mới thì đem ra đánh. Ngoài thời gian đó, trống được đem chôn cất trong rừng sâu chờ đến mùa lễ hội sau.

### Thống đồng thời Trần
Thống đồng được Bảo tàng Quảng Ninh sưu tầm trong Dự án sưu tầm và trưng bày Bảo tàng của Sở Văn hóa và Thể thao tỉnh Quảng Ninh năm 2018. Căn cứ vào hình dáng, chất liệu, kỹ thuật đúc, họa tiết hoa văn trang trí và kết quả phân tích giám định thì hiện vật có niên đại thời Trần (thế kỷ XIII-XIV).
Thống có dáng hình trụ, thành cong, gờ miệng phẳng, loe ngang, thân phình kiểu tang trống, đáy bằng, trên thân đúc nổi hai đôi quai đối xứng nằm giữa hai đường gờ nổi. Sát chân quai là họa tiết hoa mai đúc nổi nhiều cánh, đây là họa tiết hoa văn đúc nổi duy nhất trang trí trên thống. Tại phần tiếp xúc giữa thân và hai đôi quai thống được đúc nổi bốn bông hoa mai có đường kính 2,6 - 2,9cm. Mỗi bông hoa có 6 cánh bám lấy phần chân quai vừa có giá trị trang trí tăng thêm tính thẩm mỹ, mặt khác có thể là phần gia cố thêm độ vững chắc của quai khi thống được sử dụng vào mục đích chứa, đựng hoặc khiêng thống diễu hành trong các nghi lễ.
Ngoài họa tiết hoa văn đúc nổi được đúc trên quai thống còn có nhóm hoa văn khắc, các hoa văn này được khắc trực tiếp vào thân thống và được trang trí thành bốn nhóm họa tiết khác nhau chia các mảng trang trí trên thân thống thành bốn dải băng:
1. Họa tiết hình rồng thời Trần: chuyển động từ trái sang phải
2. Họa tiết hoa chanh: 28 bông hoa 4 cánh nằm giữa 2 đường gờ nổi rộng 3cm, nổi cao 0,2cm
3. Họa tiết trang trí cảnh: “vinh quy bái tổ”, “đấu kiếm”, “đánh vật”, “lễ hội”
4. Họa tiết cánh sen: khắc xen kẽ cánh to, cánh nhỏ nối tiếp nhau tựa như một đài sen

Các chuyên gia xác định đây là hiện vật gốc thời Trần thế kỷ XIII – XIV, được sử dụng như là vật tế khí trong các hoạt động nghi lễ của đời sống cung đình (miếu/đường) thời Trần và tiếp tục được sử dụng trong các giai đoạn lịch sử sau.. Chiếc thống là một tác phẩm nghệ thuật đặc sắc, có những yếu tố mang truyền thống Văn hóa đồ đồng Đông Sơn, nhưng cũng thể hiện đặc trưng riêng của Văn hóa thời Trần. Đây là tác phẩm nghệ thuật quý hiếm bằng kim loại đồng còn tồn tại đến ngày nay với chức năng là vật dụng tế khí trong các nghi lễ của đời sống tín ngưỡng tôn giáo dân gian. Hoa văn trang trí trên thống đồng vừa có tính chất vương quyền và thần quyền, có cả yếu tố Phật giáo truyền thống thời Trần - Lê.

### Mâm bồng gốm men vẽ nhiều màu
Mâm bồng gốm men vẽ nhiều màu là hiện vật hiện do Bảo tàng Quảng Ninh mua lại của nhà sưu tập tư nhân Nguyễn Tuấn Anh (Hoàn Kiếm, Hà Nội). Chiếc mâm bồng gốm men này được trục vớt từ vùng biển Cù Lao Chàm, nơi đã phát hiện và khai quật con tàu Cù Lao Chàm chở đầy gốm men Việt Nam thời Lê sơ.
Mâm bồng được chế tạo từ đất sét trắng có hàm lượng cao lanh cao, hàm lượng nhôm trong cốt gốm chiếm trên 40%; số loại tạp chất không nhiều và tỉ lệ tạp chất không cao. Điều này minh chứng rằng nguyên liệu làm cốt gốm của mâm bồng được được tinh lọc rất cẩn thận
Quan sát tổng thể, mâm bồng gốm men vẽ nhiều màu giống như một đóa sen với phần mâm phía trên chính là bông sen, cổ và thân là cuống của bông sen. Ở góc nhìn thẳng từ trên xuống, nó tựa một đoá sen đang độ khai mãn mà đài sen chính là lòng đĩa với họa tiết cá hoá rồng được bao quanh bởi 9 linh thú, thành đĩa uốn cong với nhiều lớp cánh sen ôm lấy đài sen.
Mâm nằm ở trên cùng có cấu trúc giống như loại đĩa lớn sâu lòng, thành uốn cong, miệng giật cấp và tạo hình cánh sen (đường kính miệng: 41,3-41,5cm; đường kính đáy: 20,6cm; Cao 8,5cm; lòng đĩa sâu 6,5cm). Phần cổ nằm ở giữa, hai đầu trên dưới có cấu trúc tròn và thắt lại; phần giữa hình lục giác, phình ra và giật lại 2 cấp; Chân đế có cấu trúc hình bán cầu, mặt với 6 điểm nhô ra tạo thành 6 chân kiểu chân quỳ, phần giữa các chân thụt vào thành các hộc nông; toàn bộ 6 chân và hộc đặt trên vành tròn, là điểm tiếp giáp của đế (toàn bộ phần cổ và chân cao 18,5cm; đường kính đáy vành tròn là 19cm).
Các dải băng hoa văn, đồ án hoa văn chủ yếu được sử dụng trang trí trên mâm bồng: Cá chép hoá rồng, linh thú, cánh sen, long mã, nhân vật. Các đường nét chủ đạo được vẽ bằng nhiều màu sắc khác nhau: màu lam, màu nâu đỏ và màu vàng ánh kim để tạo các điểm nhấn cũng như hình khối khiến hoạ tiết càng trở nên sống động và rực rỡ.
Giá trị nghệ thuật và tư tưởng thể hiện rõ nét qua các đề tài trang trí trên Mâm bồng với 3 nhóm đề tài: đề tài Phật giáo; đề tài Đạo giáo và Đề tài Nho giáo. Theo đó: Đề tài Cá hoá rồng là đề tài mang tính chủ thể, thể hiện tư tưởng của Nho giáo trong việc học tập, tu dưỡng bản thân để mong có thể thành danh giúp đời, giúp người; Họa tiết hoa sen không chỉ hỗ trợ để tôn lên hình khối của mâm và đề tài chính của đồ án trang trí mà còn thể hiện những giá trị biểu trưng của Phật giáo; Các đồ án sừng tê, ngọc báu, sinh tiền trang trí trên cổ mâm bồng là các đồ án trong bộ Bát bửu (tám vật báu); hình ảnh nhân vật trang trí trong các hộc chân đế là những đề tài nằm trong bộ đồ án Bát tiên (tám vị tiên) của Đạo giáo với phép tu tiên, sử dụng các bùa phép thể hiện cầu chúc những điều may mắn và thành công.
Mâm bồng gốm men vẽ nhiều màu niên đại thời Lê sơ có bốn tiêu bản: hai tiêu bản ở trong nước (một chiếc tại Bảo tàng Quảng Ninh, một tiêu bản khác có trong sưu tập tư nhân ở thành phố Hồ Chí Minh); còn hai tiêu bản ở nước ngoài (một ở bảo tàng Nhật Bản và một ở Indonesia). Tuy nhiên, cả ba tiêu bản nêu trên rất khác với tiêu bản ở Bảo tàng tỉnh Quảng Ninh. Mâm bồng này hội tụ và thể hiện trình độ và giá trị của gốm sứ Đại Việt thời Lê sơ, thuộc nhóm gốm đặc sắc - gốm men vẽ nhiều màu.

### Thống gốm hoa nâu An Sinh
Năm 2017, Trường Đại học Khoa học Xã hội và Nhân văn (Đại học Quốc gia Hà Nội) đã phối hợp với các cơ quan chức năng của tỉnh Quảng Ninh, UBND thị xã Đông Triều tiến hành khai quật tại 3 di tích: Am Ngọa Vân, Đá Chồng và đền An Sinh. Bên cạnh các dấu vết kiến trúc, tại di tích đền An Sinh, các nhà khảo cổ đã phát hiện nhiều loại hình di vật, trong đó tiêu biểu nhất là thống gốm (một dạng chậu lớn) hoa nâu và tượng chim phượng. Thống gốm hoa nâu bị vỡ thành hàng trăm mảnh lớn, nhỏ khác nhau, lắp ghép các mảnh đã tìm được cho thấy, đây là thống có kích thước lớn nhất hiện biết. Thân thống trang trí rồng, hoa sen dây và hoa chanh. Các họa tiết trang trí trên thân chậu cho thấy đây là một vật dụng cao cấp của hoàng gia nhà Trần.
Trên hiện trường, thống được phát hiện trong một sân lát gạch vuông, diện tích khoảng 28 m². Hai bên đông tây của thống có 2 bồn cây hình chữ nhật xếp bằng gạch và đá cuội. Có thể 2 bồn cây này vừa có chức năng trang trí, vừa có chức năng cố định vị trí của thống gốm. Dựa vào bối cảnh khảo cổ này, cộng thêm các yếu tố như hình dáng, chất liệu, dòng men, kỹ thuật sản xuất và nung đốt cũng như các họa tiết hoa văn trang trí, so sánh với hệ thống di vật thời Trần, thống được xác định có niên đại thời Trần, thế kỷ 13.
Đặc trưng tiêu biểu nhất giúp nhận diện giá trị và chức năng của thống gốm hoa nâu An Sinh là hoa văn trang trí. Từ trên xuống dưới thống phân chia thành 6 băng hoa văn trang trí khác nhau, có hoa văn chính, có hoa văn phụ, hàm chứa một ý niệm văn hóa đặc sắc thời Trần:
1. Băng hoa văn 1: trên cùng, khắc 15 hoa dây lá dài nằm ngang
2. Băng hoa văn 2: Khắc các vân mây có đuôi dài nằm ngang, bay theo hướng ngược chiều kim đồng hồ
3. Băng hoa văn 3: Dùng kỹ thuật khắc dây hoa hình sin, khắc nối từ các đường giới hạn nằm ngang thành 8 khoảng riêng biệt. Trong mỗi khoảng khắc một con rồng đang bay theo chiều kim đồng hồ, vừa bay vừa phun châu nhả ngọc.
4. Băng hoa văn 4: Dùng kỹ thuật khắc dây hoa hình sin, mỗi nhịp uốn cong lại tạo thành một bông hoa riêng biệt. Tổng cộng có 12 bông hoa.
5. Băng hoa văn 5: Khắc 12 con chim trong tư thế vận động ngược chiều kim đồng hồ, tô hoa nâu
6. Băng hoa văn 6: Khắc 39 hình hoa bốn cánh thể hiện theo các đường chéo của hình vuông. Trong nghệ thuật điêu khắc Việt Nam, các nhà nghiên cứu gọi là hoa chanh, còn ở Trung Quốc gọi là hoa văn đồng tiền (連錢紋)

Trong số các hoa văn này, hình 8 con rồng cho thấy thống gốm hoa nâu An Sinh thời Trần ở Bảo tàng Quảng Ninh là đồ dùng của tầng lớp quyền quý tộc Trần, hoặc là đồ lễ khí (tế khí) trong các hoạt động nghi lễ của đời sống cung đình hoặc đời sống tôn giáo.
Thống gốm hoa nâu An Sinh thời Trần là biểu tượng cho sự phát triển đỉnh cao của nghệ thuật gốm sứ thời Trần, phản ánh một phần giá trị tư tưởng, trình độ thẩm mỹ của thời đại; đồng thời còn cho thấy được những nét văn hóa trong đời sống sinh hoạt. Đặc biệt, dựa vào bối cảnh khảo cổ phát hiện thống, trong khoảng sân lát gạch gần kiến trúc trung tâm ở hành cung của An Sinh Vương Trần Liễu, thống này có thể được dùng trong đời sống hàng ngày hoặc nghi thức cung đình của gia đình Trần Liễu.